# Leszek Zarzycki
Leszek Zarzycki (ur. 23 maja 1954 w Nysie) – krakowski szopkarz, z zawodu mechanik precyzyjny. W konkursie szopek krakowskich uczestniczy (z przerwami) od 1982 roku. Jest 17-krotnym laureatem pierwszej nagrody. Specjalizuje się w szopkach dużych i średnich. Jego prace znajdują się w kolekcji Muzeum Historycznego Miasta Krakowa i Muzeum Etnograficznego w Krakowie.
W 2022 został odznaczony odznaką honorową „Zasłużony dla Kultury Polskiej”.
W 2025 roku został odznaczony przez Prezydenta Rzeczypospolitej Polskiej Złotym Krzyżem Zasługi.

## Nagrody i wyróżnienia
- 2024 – I Nagroda w Grupie Szopek Średnich[4]
- 2024 – Nagroda imienia Zofii i Romana Reinfussów za całokształt twórczości i wierność tradycyjnej sztuce wykonywania szopek krakowskich[4]
- 2023 – I Nagroda w Grupie Szopek Średnich
- 2022 – Odznaka honorowa „Zasłużony dla Kultury Polskiej”
- 2020 – I Nagroda w Grupie Szopek Dużych
- 2019 – I Nagroda w Grupie Szopek Dużych
- 2018 – nie uczestniczył w konkursie Szopek Krakowskich
- 2017 – III Nagroda w Grupie Szopek Dużych
- 2016 – nie uczestniczył w konkursie Szopek Krakowskich
- 2015 – Nagroda specjalna Grand Prix za dużą szopkę, wyróżniającą się wyjątkowymi walorami artystycznymi
- 2014 – III Nagroda w Grupie Szopek Średnich
- 2013 – I Nagroda w Grupie Szopek Dużych
- 2012 – I Nagroda w Grupie Szopek Dużych,
- 2012 – Nagroda Specjalna Ministra Kultury i Dziedzictwa Narodowego[5]
- 2011 – I Nagroda w Grupie Szopek Dużych
- 2010 – III Nagroda w Grupie Szopek Dużych
- 2009 – I Nagroda w Grupie Szopek Dużych
- 2008 – I Nagroda w Grupie Szopek Dużych
- 2007 – I Nagroda w Grupie Szopek Dużych
- 2007 – I Nagroda w Grupie Szopek Średnich
- 2006 – I Nagroda w Grupie Szopek Średnich
- 1994–2005 – nie uczestniczył w konkursie Szopek Krakowskich
- 1993 – Wyróżnienie w Grupie Szopek Małych
- 1991–1992 – nie uczestniczył w konkursie Szopek Krakowskich
- 1990 – I Nagroda w Grupie Szopek Dużych
- 1989 – I Nagroda w Grupie Szopek Dużych
- 1988 – I Nagroda w Grupie Szopek Dużych
- 1987 – I Nagroda w Grupie Szopek Dużych
- 1986 – I Nagroda w Grupie Szopek Średnich
- 1985 – nie uczestniczył w konkursie Szopek Krakowskich
- 1984 – II Nagroda w Grupie Szopek Dużych
- 1983 – III Nagroda w Grupie Szopek Dużych
- 1982 – III Nagroda w Grupie Szopek Małych